# Paradox Live
Paradox Live ist ein 2020 gestartetes japanisches Musikprojekt von Avex und GCREST. Die von 29 japanischen Synchronsprechern zum Leben erweckten, fiktiven Musiker des Projekts gehören mehreren Gruppen an, die in Rap-Battles gegeneinander antreten. Dies ist eingebettet in ein Szenario in der nahen Zukunft, in der die Musiker bei ihren Auftritten Illusionen für das Publikum erzeugen können. Zum Projekt erschien 2023 ein Fernseh-Anime.

## Szenario und Gruppen
In der nahen Zukunft wird ein neues Metall entdeckt, das „Phantom Metal“. Es reagiert mit der DNA und auf die Emotionen eines Menschen, der es berührt und kann eine Bindung mit ihm eingehen. Durch die Bindung können über den Einsatz des Metalls Illusionen erzeugt werden. Beim Hip-Hop erwiesen sich diese als besonders stark, sodass sich eine neue Richtung mit Illusionskonzerten etablierte. In dieser Welt entstanden eine Reihe von neuen Gruppen sowie der legendäre Club Paradox.

### BAE
Das Trio BAE besteht aus Allen Sugasano (朱雀野 アレン), Yeon Hajun (燕 夏準) und Anne Faulkner. Die 21 und 20 Jahre alten Rapper wohnen gemeinsam in der Wohnung von Yeon, dem adoptierten Sohn einer südkoreanischen Unternehmerfamilie. Das Charakterdesign der Gruppe stammt von Akane Aki.

### The Cat’s Whiskers
In der Bar 4/7 des Teamleaders und Linguistikprofessors Naoakira Saimon (西門 直明) arbeiten auch dessen andere Mitglieder, der Barmann und frühere Suiseki-Yakuza Yohei Kanbayashi (神林 匋平), der exzentrische und aufgedrehte Ryu Natsume (棗 リュウ) und der ruhige Oberschüler Shiki Ando (闇堂 四季). Das Charakterdesign der Gruppe stammt von Kuniharu Komiya.

### Cozmez
Die Gruppe Cozmec besteht aus den Zwillingen Kanata (矢戸乃上 珂波汰) und Nayuta Yatanokami (矢戸乃上 那由汰). Die beiden 19-jährigen sind im Slum aufgewachsen und leben in Armut. Auf der Suche nach Geld wurden sie auch für Experimente mit Phantom Metal missbraucht, was insbesondere Nayuta schwer krankt gemacht hat. Das Charakterdesign der Gruppe stammt von Kinako.

### Akanyatsura
Die fünf Mitglieder von Akanyatsura (悪漢奴等) sind die Überlebenden des Suiseki-Clans, deren andere Mitglieder in einer Auseinandersetzung mit anderen Yakuza getötet wurden. Ihr Anführer ist Iori Suiseki (翠石 依織), die weiteren Mitglieder sind Zen Gaho (雅邦 善), Hokusai Masaki (征木 北斎), Satsuki Ito (伊藤 紗月) und Reo Maruyama (円山 玲央). Das Charakterdesign der Gruppe stammt von Harada.

## Musikprojekt
Zum Projekt wurden seit 2020 13 Singles, oft mit Titeln je einer der Gruppen, sowie acht Alben veröffentlicht. Dazu kamen drei Videoalben. Zusätzlich fanden Konzerte mit Auftritten der Musiker statt.

## Animeserie

### Handlung
Nachdem der legendäre Club Paradox und Buraikan, die beiden erfolgreichsten Illusions-Rapper, zehn Jahre lang verschwunden waren, tauchen sie plötzlich wieder auf. In den Klub werden die vier Gruppen BAE, The Cat’s Whiskers, Cozmez und Akanyatsura eingeladen, um im Wettbewerb Paradox Live gegeneinander anzutreten. Den Siegern werden zehn Milliarden Yen und ein Auftritt mit Buraikan versprochen. Alle vier Gruppen wollen unbedingt mitmachen und haben ihre eigenen Gründe, auf einen Sieg hinzuarbeiten. Die Mitglieder von BAE wurden von ihren Familien verstoßen und suchen einen eigenen Platz in der Welt. Cozmez will siegen, damit die medizinische Behandlung eines der beiden Brüder, Nayuta, bezahlt werden kann und sie nicht mehr in Armut leben müssen. The Cat’s Whiskers wollen die Bar, in der die vier jungen Männer leben, retten, die ihnen droht weggenommen zu werden. Akanyatsura besteht aus den verbliebenen Mitgliedern der in einem Mafia-Konflikt unterlegenen Suiseki-Yakuza-Gruppe. Ihr Anführer Iori Suiseki will die Gruppe wiederaufbauen und seinen Kameraden, die sonst niemanden mehr haben, in ihr eine Heimat bieten.
Die Gruppen kommen auch außerhalb der Wettkämpfe miteinander in Kontakt und müssen ihre Konflikte untereinander und in sich austragen. Außerdem werden sie von der „Schnappfalle“ geplagt, die jeden Musiker nach Einsatz der Illusionen befällt und ihm wie in einem Fiebertraum seine schlimmsten Erinnerungen zeigt. Bei zu langem Gebrauch kann das Metall seinen Träger krank machen und sogar töten. Die drei Mitglieder von BAE öffnen sich erst im Laufe des Wettbewerbs einander und sprechen über ihre Schnappfallen und über ihre Vergangenheit und Ängste: Allens Abweisung durch seine Eltern, die seine Musik verachten; Yeons Adoptiveltern, die ihn nach Geburt eines leiblichen Kindes als nutzlos verstoßen haben, und Annes Mutter, die sie zwingen wollte als Junge aufzuwachsen. Kanata von Cozmez tut sich schwer, sich mit anderen als seinem Bruder anzufreunden. Allen von BAE, mit dem er zunächst aneinandergerät, fällt das dagegen leicht. Auch die jüngeren Mitglieder der anderen Gruppen lernen einander kennen und freunden sich an. Die Anführer von The Cat’s Whiskers und Akanyatsura wiederum kennen sich bereits und ahnen, dass hinter dem Wettbewerb mehr steckt und die Firma, die Phantom Metal einst entwickelte, ihre Finger im Spiel hat. Bei einem der Auftritte von BAE wird dann Yeon von der Korrosion des Metalls befallen, nachdem er dessen Auswirkungen lange verheimlicht hatte. Seine Freunde können ihn jedoch retten, indem sie sich selbst in Gefahr bringen und in seine Schnappfalle eindringen, um ihn zu befreien.
Als sich der Wettbewerb dem Finale nähert, steht nur noch BAE und Cozmez einander gegenüber. Doch wegen einer Konfrontation mit seinem Vater kurz zuvor verliert Allen jedes Gespür für die Musik und läuft davon. Als Cozmez kampflos zum Sieger erklärt wird und Buraikan auftritt, wird Kanata offenbart, dass sein Bruder schon längst gestorben ist. Doch weil Kanata das nicht verkraftet hat, ließ er seinen Bruder als ständige Illusion weiterleben. Und auch Buraikan stellt sich als reine Illusion heraus. Der Organisator von Paradox Live nutzt sie und Kanatas Kräfte, um mit dem Phantom Metal auch alle anderen Menschen im Saal zu befallen. Er plant, durch das Metall den Geist aller Menschen zu vereinen und damit Konflikte unmöglich zu machen. Doch dafür müssen sie ihre Individualität aufgeben. Nachdem Allen gefunden und von seinen Freunden wieder aufgebaut wurde, kehren sie zum Club Paradox zurück. Durch Allens und dann den Einsatz aller anderen Rapper kann Kanata aus der Metallkorrosion befreit und der Plan von Paradox Live vereitelt werden.

### Produktion und Veröffentlichung
Beim Studio Pine Jam entstand unter der Regie von Naoya Ando eine zwölfteilige Animeserie zum Musikprojekt. In diesem treten die vier Gruppe BAE, The Cat’s Whiskers, Cozmez und Akanyatsura auf, später kommt Buraikan dazu. Die Drehbücher schrieb Takayo Ikami und das Charakterdesign wurde von Koji Haneda adaptiert. Die künstlerische Leitung lag bei Masatoshi Kai. Die Tonarbeiten leitete Yukio Nagasaki und für die Kameraführung war Hisashi Matsumuko zuständig.
Der Anime wurde erstmals im Mai 2022 angekündigt. Die je 24 Minuten langen Folgen wurden vom 3. Oktober bis 26. Dezember 2023 unter dem Titel Paradox Live The Animation von Tokyo MX, BS Fuji und Animax in Japan gezeigt. Parallel dazu erfolgte international die Veröffentlichung per Streaming bei Crunchyroll, unter anderem mit deutschen und englischen Untertiteln.

### Synchronisation
| Rolle             | japanischer Sprecher (Seiyū) |
| ----------------- | ---------------------------- |
| Allen Sugasano    | Gakuto Kajiwara              |
| Yeon Hajun        | Ayumu Murase                 |
| Anne Faulkner     | 96Neko                       |
| Shiki Andō        | Junta Terashima              |
| Ryū Natsume       | Natsuki Hanae                |
| Naoakira Saimon   | Ryōta Takeuchi               |
| Yōhei Kanbayashi  | Yuu Hayashi                  |
| Kanata Yatonokami | Yūsuke Kobayashi             |
| Nayuta Yatonokami | Toshiyuki Toyonaga           |
| Zen Gahō          | Shima                        |
| Reo Maruyama      | Shōgo Yano                   |
| Hokusai Masaki    | Shunichi Toki                |
| Iori Suiseki      | Takayuki Kondō               |
| Satsuki Itō       | Tasuku Hatanaka              |

### Musik
Die Musik der Serie stammt von Taku Iwasaki. Das Vorspannlied ist Rise Up von allen vier Rap-Gruppen. Der Abspann Every Day Every Night wurde von Buraikan interpretiert.